# Rio Ararandeua
O rio Ararandeua é um curso de água com nascente no município de Açailândia, no Maranhão. Ele corta todo o município de Rondon do Pará, no Pará, até a sua divisa com o município de Goianésia do Pará, onde, ao unir-se ao rio Surubiju, forma o importante rio Capim.